# 龍泉寺 (下呂市)
龍泉寺（りゅうせんじ）は岐阜県下呂市萩原町上呂にある聖観世音菩薩を本尊とする臨済宗妙心寺派の寺院で、山号は閑水山。益田西国三十三観音霊場30番。
永徳年間に宮田村の奥田氏が檀越となり、毘沙門天を本尊とした数珠輪山毘沙門寺として寺洞山寺屋敷に建立される。その後、寺運が傾くが、天文年間に益田郡を支配した三木良頼が禅昌寺3世仁谷智腆を中興開山として再興。本尊を聖観音に変えて現在地に移される。その後、三木氏の没落に伴い衰退したため、禅昌寺6世玉雲宗麟が再度の再興している。
運慶作と伝わる旧本尊の毘沙門天と毘沙門寺時代から伝来する吉祥天、善財童子像は現在でも祀られている。また、ほかに平安時代末の作とみられる地蔵菩薩像や僧形八幡菩薩像も奉祭されている。このうち僧形八幡菩薩像は境内の八相堂にあり、益田三十三観音霊場の本尊とされる。なお、八相堂の名はもと八相の地にあったものを移築したことから名づけられている。